# Посіч (Івано-Франківський район)
По́січ — село в Україні, у Івано-Франківському районі Івано-Франківської області. Входить до складу Лисецької селищної громади. Населення становить 98 осіб.

## Географічні відомості
Село розташоване поруч з Чорним лісом.
Ним протікає річка Посічанка, потоки Глибокий та Тисовець.
Поблизу села розташоване «Джерело Якова».

## Історія
Згадується у 1670 році.

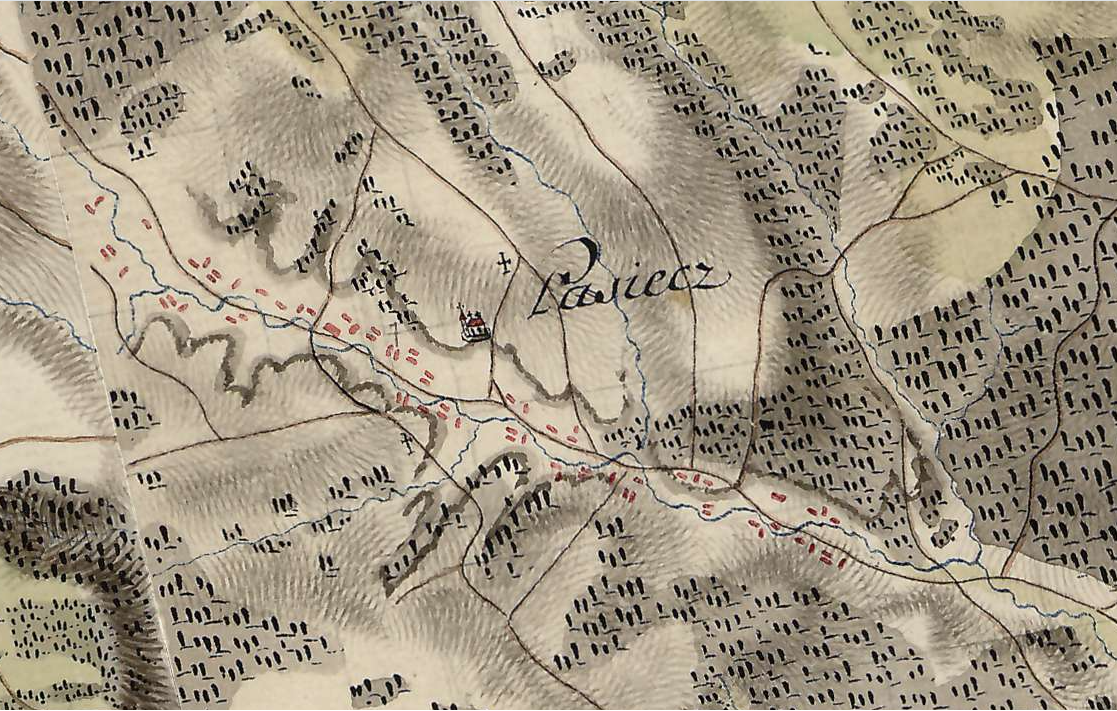
Посіч на мапі 1779–1783 рр. Фрідріха фон Міґа (Posiecz).

Назва походить від слова «посіч», що означає пасіку, вирубану ділянку лісу або викорчуване місце. Ця назва вказує на те, де саме виник цей куток.
Станом на 1880 рік у селі проживало 617 осіб, з яких 4 були римо-католиками.
За даними 1939 року, населення села становило 1390 осіб, серед яких: 1370 українців, 5 поляків, 10 латинників та 5 євреїв.
Івано-Франківська обласна Рада народних депутатів рішенням від 25 квітня 1990 року у Тисменицькому районі відновила раніше зняте з обліку село Посіч (див. нижче). Також, рішенням від 15 листопада 1995 року утворила Посіцьку сільраду з центром у селі Посіч.

### Радянські репресії
Для позбавлення підтримки УПА за 1946—1947 рр. окупантами засуджено понад 40 жителів села.
12 травня 1950 року виконком Лисецької районної Ради депутатів трудящих ухвалив рішення «Про ліквідацію Посічанської сільради депутатів трудящих».
На весні у 1950 році приблизно чотириста мешканців села Посіч та присілку села Майдан були примусово виселені з рідних домівок. У ході радянської операції з депортації населення, чоловіків, жінок і дітей перевезли на територію Одеської області, а їхні житла було зруйновано. Енкаведисти прийшли у Посіч несподівано. На збори людям не дали часу. Удома залишилось все господарство. Селян звозили до в’язниці, звідти відправляли товарняками за призначенням.
Після виселення людей та знищення села, у ньому не залишилось жодного будинку. На місці зруйнованого села обладнали полігон.
У селі проживало 1000 мешканців та було 230 будинків. З них були: 864 греко–католики (українці), 23 віруючих латинського обряду та 28 євреїв.

### Діяльність УПА
- 27 вересня 1943 року німці силами двох батальйонів оточили табір УНС, однак повстанці вислизнули з кільця, знищивши коло 60 німців убитими і пораненими, власні втрати становили 3 вбиті й 11 поранених[20].

- У березні 1945-го курінь «Смертоносці» (курінний Олекса Химинець «Благий») розбив гарнізон, знищив чимало енкаведистів, 16 захопив у полон, втрати повстанців — 4 вбитих і 8 поранених[21].

- 7 квітня 1945 року курінь «Підкарпатський» (курінний Павло Вацик «Прут») ТВ-22 «Чорний ліс» розгромив гарнізон НКВД в Посічі. Розвідка повстанців донесла, що в село Посіч, приїхали майже три сотні енкаведистів (за іншими джерелами – 170) і прокурор, аби контролювати сусідній лісовий масив. У висліді бою повстанці здобули чотири протитанкові кулемети, амуніцію й багато легкої зброї. Взято в полон 15 вояків. З 280 енкаведистів вийшло тільки 9 живими, а решта – загинули всі. Спалено 5 будинків і школу. За іншими даними, знищено близько 100 енкаведистів, 20 захоплено в полон, спалено 20 вантажних автомашин, підірвані дві гармати[22][23].

### Перша світова війна

Австро-Угорський пункт допомоги біля Посіча. Таборовий головний капелан Расі та 4 лікарі. Позиції 52-го піхотного полку "Ерцгерцог Фрідріх". 1916 рік.
Австро-Угорський кулеметний розрахунок 52-го піхотного полку "Ерцгерцог Фрідріх" біля Посіча. 1916-1917 рік.
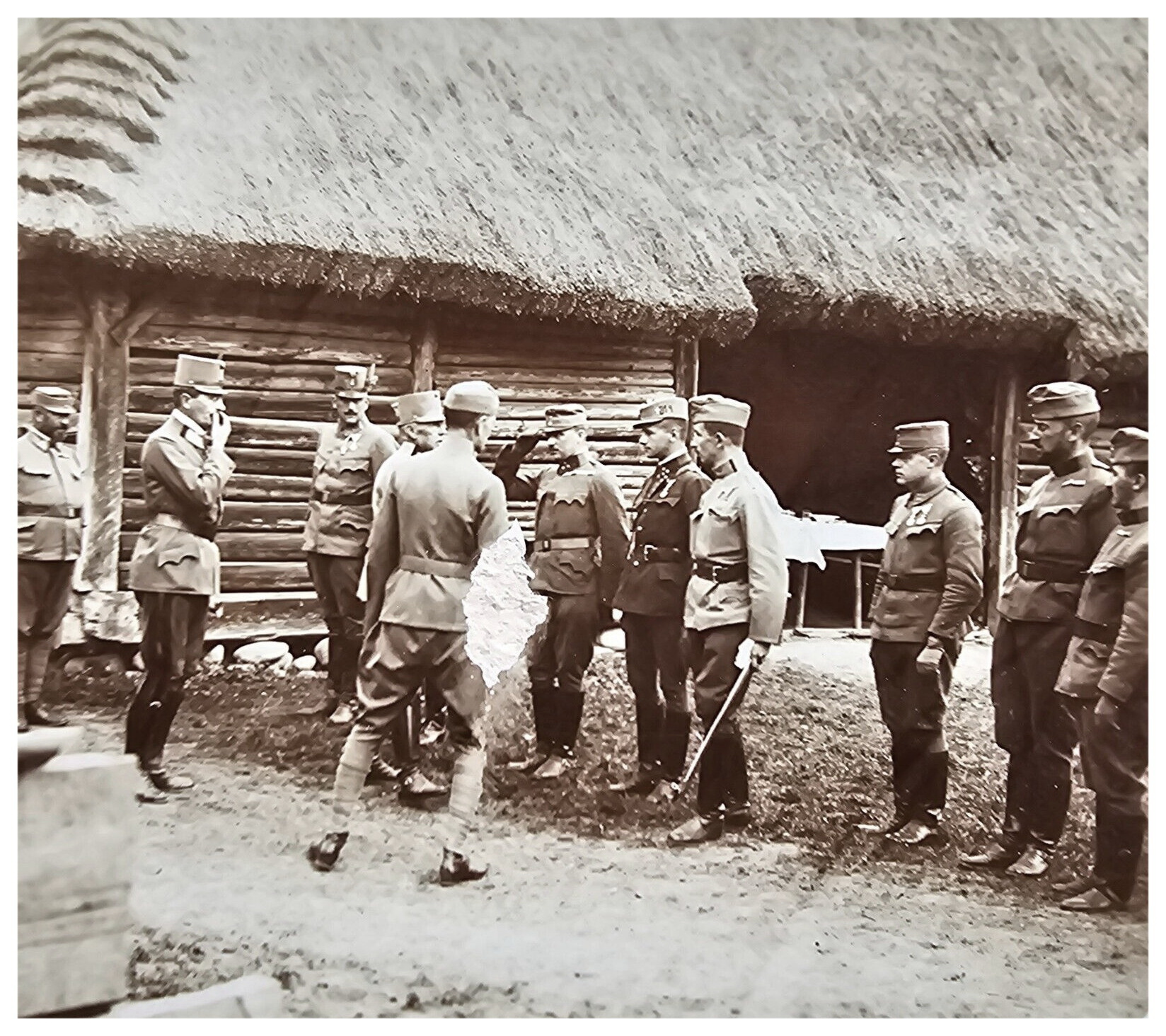
Візит Австро-Угорського генерала Хадфі в розташування військ в Посічі. 1916 рік.
Альбом Австро-Угорського солдата. Позиції в Посічі. 1916 рік.
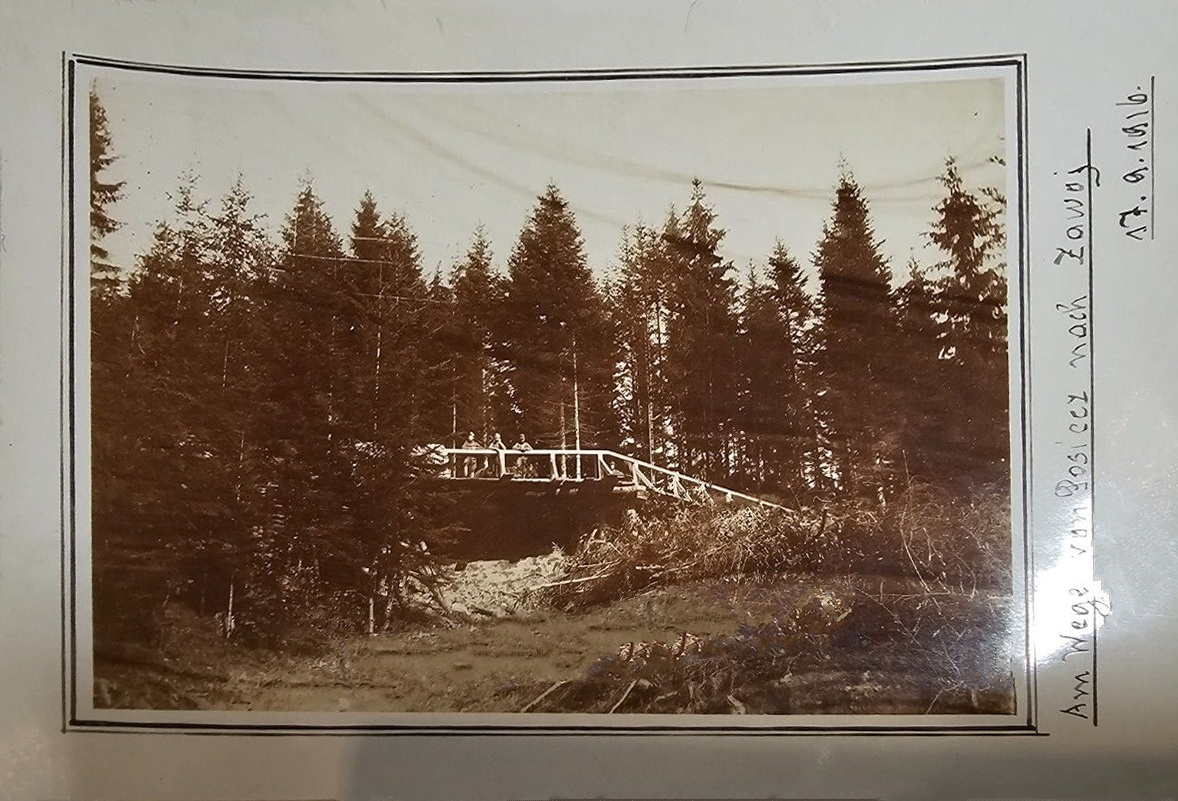
По дорозі з Посічі до села Завій. 1916 рік
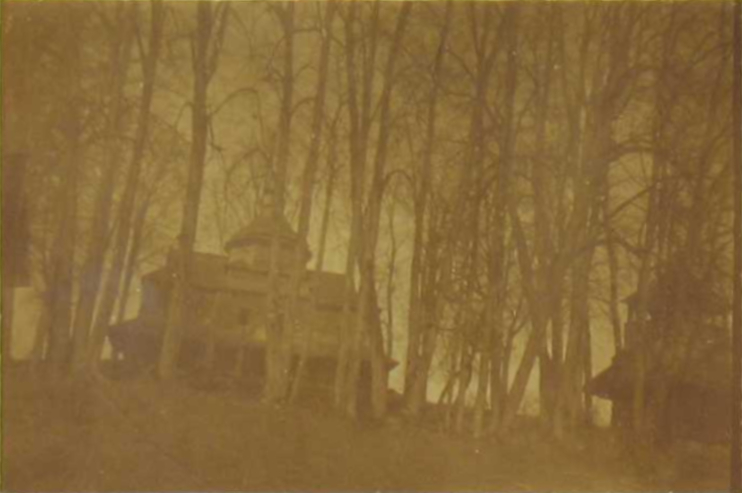
Церква в Посічі. Фото з альбома австрійського артелериста. 1916 рік.

## Населення

### Мова
| Мова       | Кількість | Відсоток |
| ---------- | --------- | -------- |
| українська | 83        | 98.81 %  |
| російська  | 1         | 1.19 %   |
| Усього     | 84        | 100 %    |

## Персоналії

### Народилися
- Фейчук Петро Іванович — український вчений-хімік, доктор технічних наук, проректор з науково-педагогічної роботи та міжнародних зв'язків Чернівецького національного університету імені Юрія Федьковича.

### Померли
- Орищук Михайло — командир сотні УПА «Заведії».

## Світлини

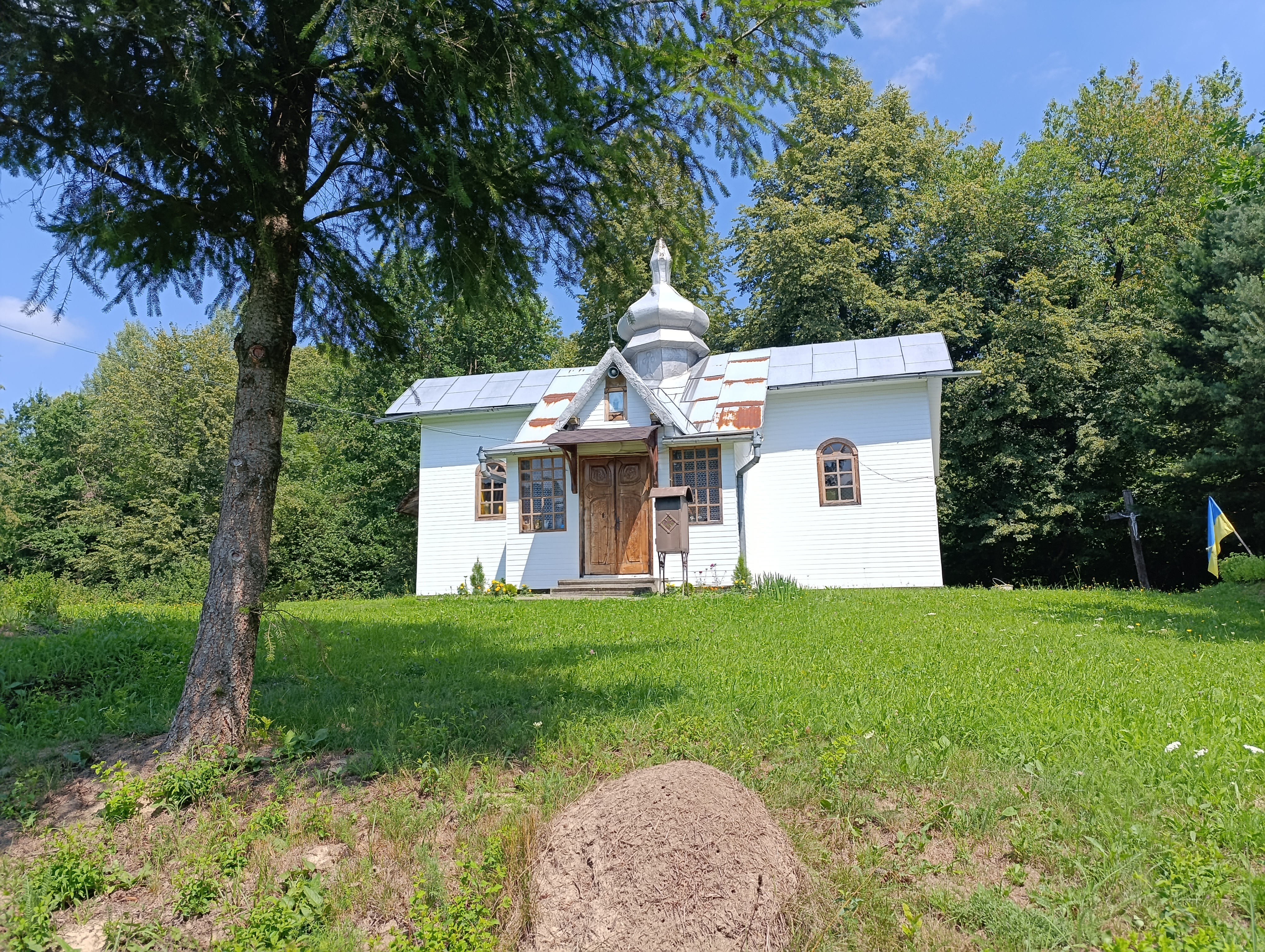
Церква в Посічі
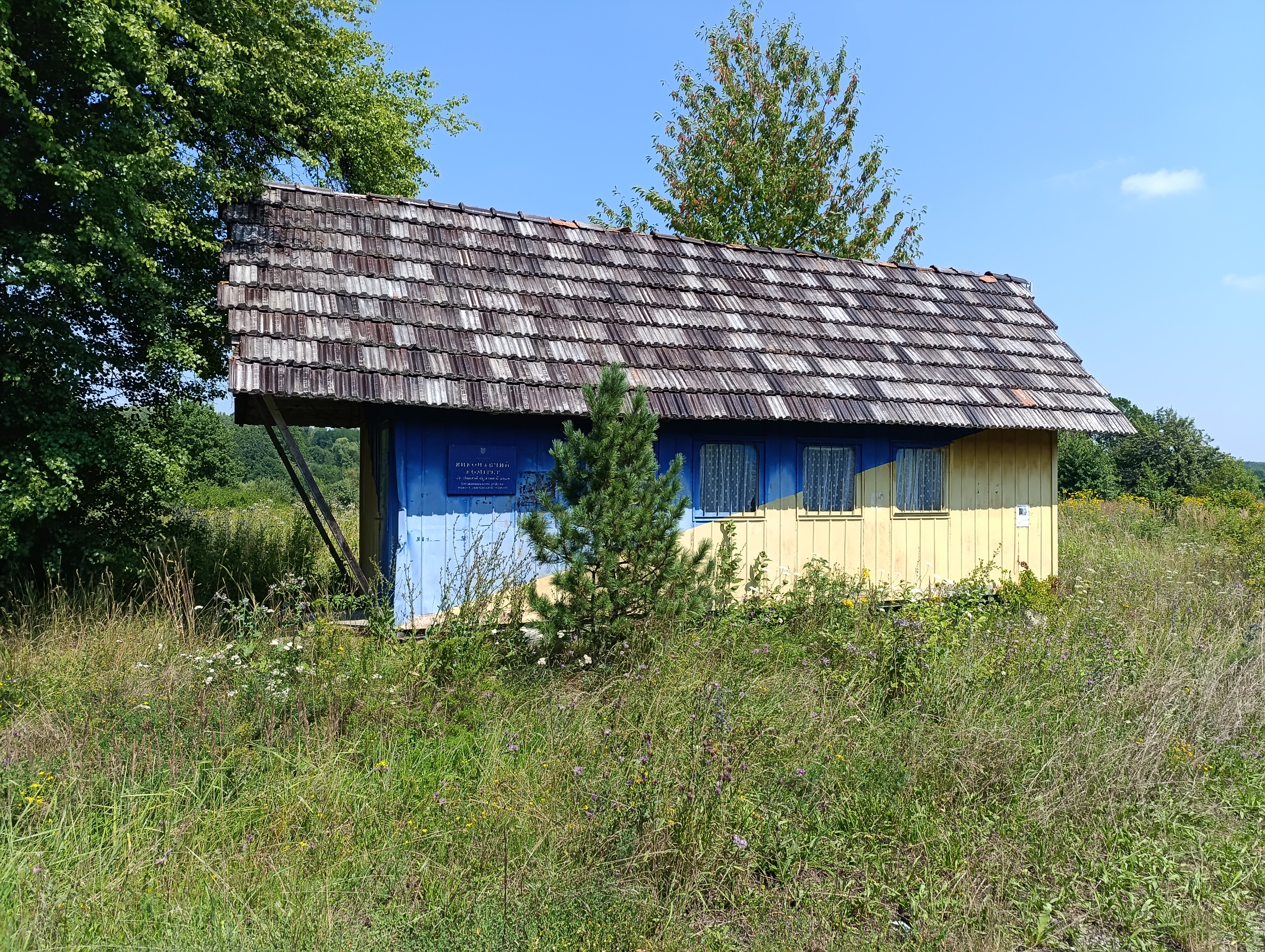
Сільська рада в Посічі
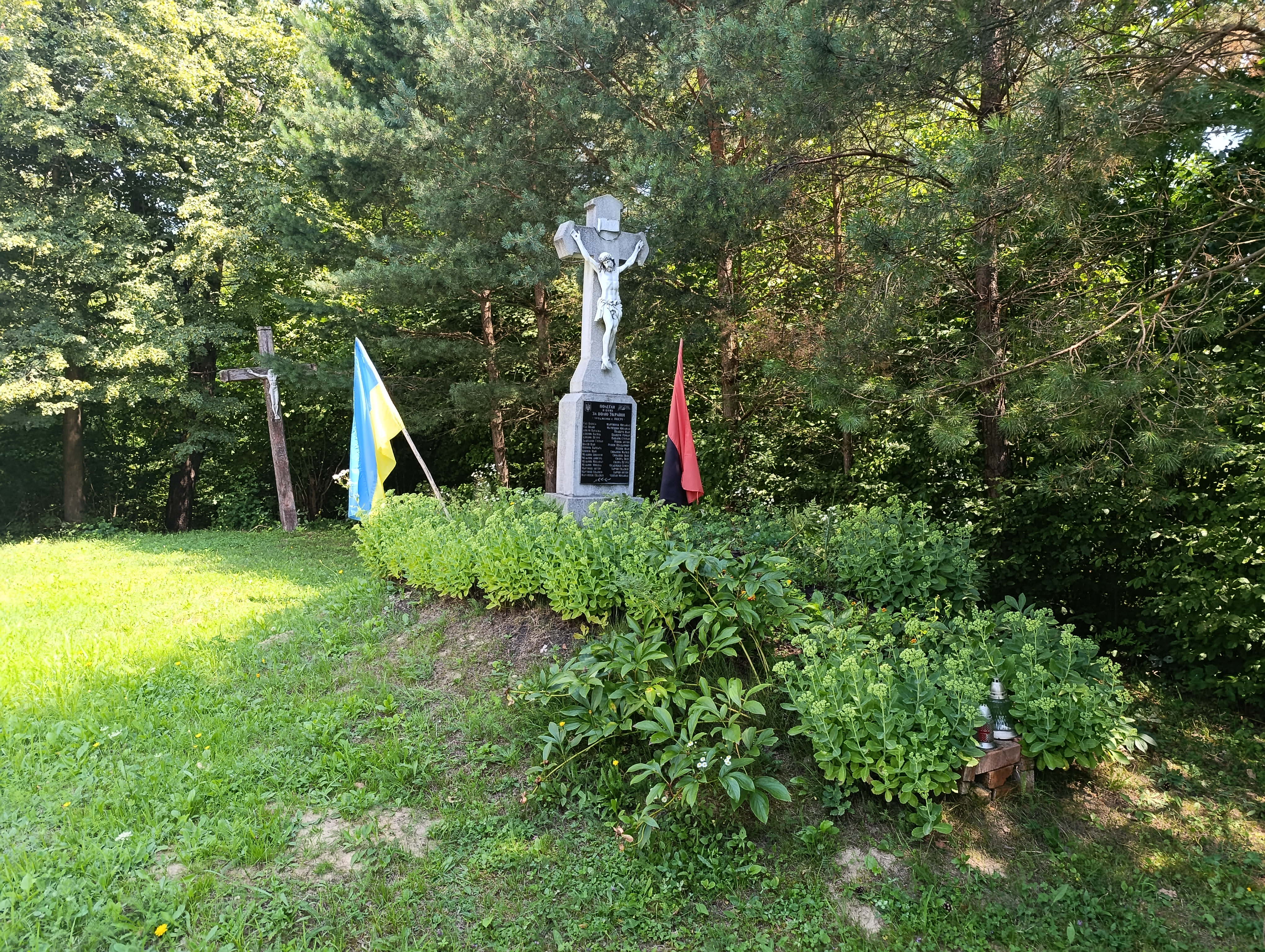
Меморіал загиблим воїнам УПА біля церкви (див. прізвища)
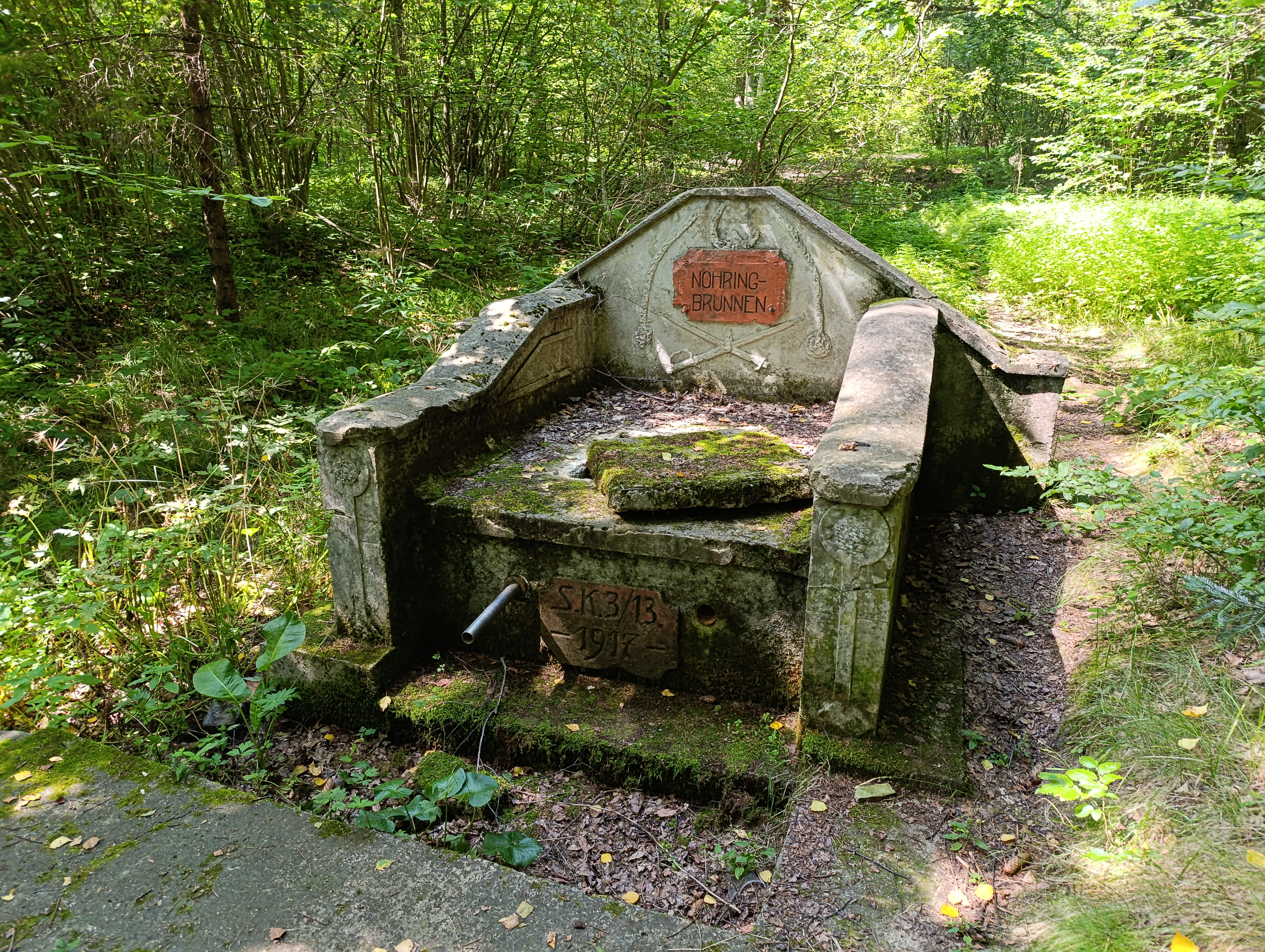
Австрійська криничка поблизу с. Посіч